# موش کورهای ژاپنی
موش کورهای ژاپنی (نام علمی: Mogera) نام یک سرده از زیرخانواده موش کورهای بر قدیم است.

## گونه ها
- موش کور اچیگو (Mogera etigo)
- موش کور کوچک ژاپنی (Mogera imaizumii, M. minor)
- موش کور جزیره‌ای (Mogera insularis)
- موش کور کانو (Mogera kanoana)
- موش کور کوبه (Mogera kobeae)
- موش کور بزرگ (Mogera robusta)
- موش کور سادو (Mogera tokudae)
- موش کور ژاپنی (Mogera wogura)
- موش کور سنکاکو (Mogera uchidai)